# Hughes Airwest
Hughes Airwest foi uma companhia aérea dos Estados Unidos.

## Frota
- Douglas DC-9 - 42
- Boeing 727-193 - 3
- Boeing 727-2M7 - 11

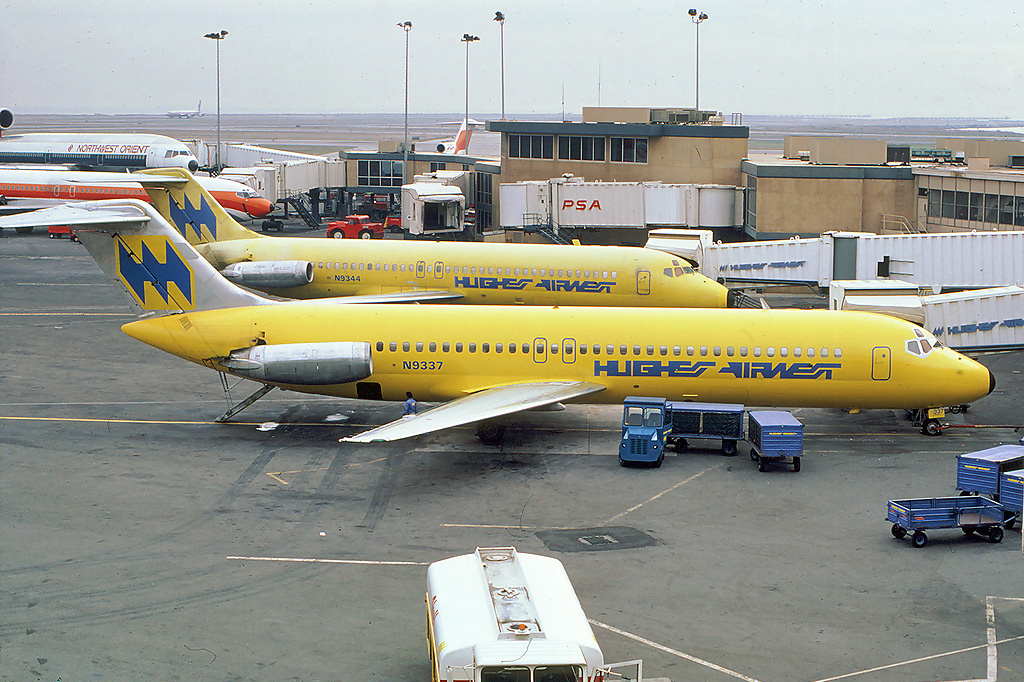
Douglas DC-9 da Hughes Airwest em 1979.

- de Havilland Canada DHC-6 Twin Otter - 1
- Fairchild F-27 - 34